# Toyota TF108
De Toyota TF108 is een Formule 1-auto die gebruikt werd door Toyota in het seizoen 2008. De wagen werd voorgesteld op 10 januari 2008 op het hoofdkwartier van team in Keulen. Ralf Schumacher werd voor het seizoen vervangen door Timo Glock, terwijl Jarno Trulli bij het team mocht blijven. Testrijder voor dit seizoen werd Kamui Kobayashi.
De wagen is ontworpen als een combinatie van de Toyota TF106 en Toyota TF107 met als doel het aerodynamische pakket van de wagen te optimaliseren. De wagen was snel in de verschillende wintertests en beide rijders wisten gedurende het seizoen elk eenmaal op het podium te eindigen. Het team werd uiteindelijk vijfde in het constructeurskampioenschap met 56 punten.

## Resultaten
| Resultaat                       |
| ------------------------------- |
| Winnaar                         |
| Tweede plaats                   |
| Derde plaats                    |
| Gefinisht (punten behaald)      |
| Gefinisht (geen punten behaald) |
| Niet geklasseerd (NC)           |
| Uitgevallen (DNF)               |
| Niet gekwalificeerd (DNQ)       |
| Gediskwalificeerd (DSQ)         |
| Niet gestart (DNS)              |
| Gewond (INJ)                    |
| Uitgesloten (EX)                |
| Teruggetrokken (WD)             |
| Niet deelgenomen (blanco cel)   |
| P Pole position                 |
| S Snelste ronde                 |

| Jaar | Chassis      | Motor         | Banden | Coureurs     | 1   | 2   | 3   | 4   | 5   | 6   | 7   | 8   | 9   | 10  | 11  | 12  | 13  | 14  | 15  | 16  | 17  | 18  | Punten | WK-plaats |
| ---- | ------------ | ------------- | ------ | ------------ | --- | --- | --- | --- | --- | --- | --- | --- | --- | --- | --- | --- | --- | --- | --- | --- | --- | --- | ------ | --------- |
| 2008 | Toyota TF108 | Toyota RVX-08 | B      |              | AUS | MAL | BHR | SPA | TUR | MON | CAN | FRA | GBR | DUI | HON | EUR | BEL | ITA | SIN | JPN | CHN | BRA | 56     | 5         |
| 2008 | Toyota TF108 | Toyota RVX-08 | B      | Jarno Trulli | DNF | 4   | 6   | 8   | 10  | 13  | 6   | 3   | 7   | 9   | 7   | 5   | 16  | 13  | DNF | 5   | DNF | 8   | 56     | 5         |
| 2008 | Toyota TF108 | Toyota RVX-08 | B      | Timo Glock   | DNF | DNF | 9   | 11  | 13  | 12  | 4   | 11  | 12  | DNF | 2   | 7   | 9   | 11  | 4   | DNF | 7   | 6   | 56     | 5         |
| Jaar | Chassis      | Motor         | Banden | Coureurs     | 1   | 2   | 3   | 4   | 5   | 6   | 7   | 8   | 9   | 10  | 11  | 12  | 13  | 14  | 15  | 16  | 17  | 18  | Punten | WK-plaats |